# フレッド・ホビー
フレッド・ホビー（Fred Hovey, 1868年10月7日 - 1945年10月18日）は、アメリカ・マサチューセッツ州ニュートン・センター出身の男子テニス選手。本名は Frederick Howard Hovey （フレデリック・ハワード・ホビー）といい、愛称の「フレッド」で呼ばれた。ハーバード大学卒業。1890年代前半の全米選手権（現在の全米オープンテニス）で活躍し、男子シングルスで1895年、男子ダブルスで1893年・1894年の2度優勝した。右利きの選手で、体格は身長173cm、体重77kgほどであった。
- 彼の姓“Hovey”の読みは、検索サイトの「日本語のページを検索」オプションで探すと、はっきりした検索結果が出づらい。著名なデザイナーブランドの名前で「ホビー・リー・デザインズ」（Hovey Lee Designs）が出たり、軍艦の名前で「ホーヴェイ」が出たりする。  テニス選手の日本語読み紹介サイトでは「フレッド・ハビー」と書いたものが2つあるが、この読みは他文献では全くヒットしない。

## 来歴
フレデリック・ホビーは1890年から1896年まで、7年間全米選手権に出場した。ハーバード大学の学生時代、彼は「全米大学対抗テニス選手権」で1890年・1891年に男子シングルス2連覇を達成し、1891年はロバート・レンとのペアで男子ダブルス優勝を果たした。学生テニス選手権を単複制覇した後、ホビーは1891年-1893年の3年連続で全米選手権男子シングルスの「チャレンジ・ラウンド」（挑戦者決定戦）決勝に進んだ。初期の全米選手権では、挑戦者決定戦の「チャレンジ・ラウンド」から「オールカマーズ・ファイナル」（大会前年優勝者とチャレンジ・ラウンド勝者で優勝を争う）への流れで優勝者を決定した。ホビーは1892年に初めて挑戦者決定戦の勝者となり、大会前年度優勝者オリバー・キャンベルへの挑戦権を得たが、初めてのオールカマーズ・ファイナルではキャンベルに 5-7, 6-3, 3-6, 5-7 で敗れた。キャンベルは1892年の3連覇を最後に現役を引退したため、1893年の大会ではオールカマーズ・ファイナルがなくなった。この方式の場合、自動的に決勝に進出できる前年優勝者が出場しなかったときは、チャレンジ・ラウンドの決勝結果を優勝記録表に記載する。1893年のチャレンジ・ラウンド決勝には、ホビーとロバート・レンが勝ち上がった。ホビーはレンに 4-6, 6-3, 4-6, 4-6 で敗れ、男子シングルスで2年連続準優勝の苦杯をなめた。
1893年・1894年の2年連続で、ホビーはクラレンス・ホバートとペアを組んで全米男子ダブルス2連覇を果たす。1895年、彼はついに宿願の男子シングルス初優勝を達成した。2年ぶり4度目の「チャレンジ・ラウンド」決勝でウィリアム・ラーンドを 6-1, 9-7, 6-4 で破ったホビーは、1892年以来の「オールカマーズ・ファイナル」でロバート・レンを 6-3, 6-2, 6-4 のストレートで圧倒し、レンの大会3連覇を阻止した。翌1896年、ホビーは自動的にオールカマーズ決勝に出場できる大会前年度優勝者として、チャレンジ・ラウンド勝者を待つ立場になった。ここでレンが勝ち上がってきたため、2人は2年連続3度目の決勝対決をすることになる。ホビーはレンに 5-7, 6-3, 0-6, 6-1, 1-6 のフルセットで敗れ、1893年・1894年の優勝者レンに王座を明け渡した。この試合を最後に、フレッド・ホビーは28歳で全米選手権から引退した。
全米選手権での活躍から半世紀後、フレデリック・ハワード・ホビーは1945年10月18日にフロリダ州マイアミビーチにて77歳で死去した。没後29年の1974年に国際テニス殿堂入りしている。